# Bones (televisieserie)

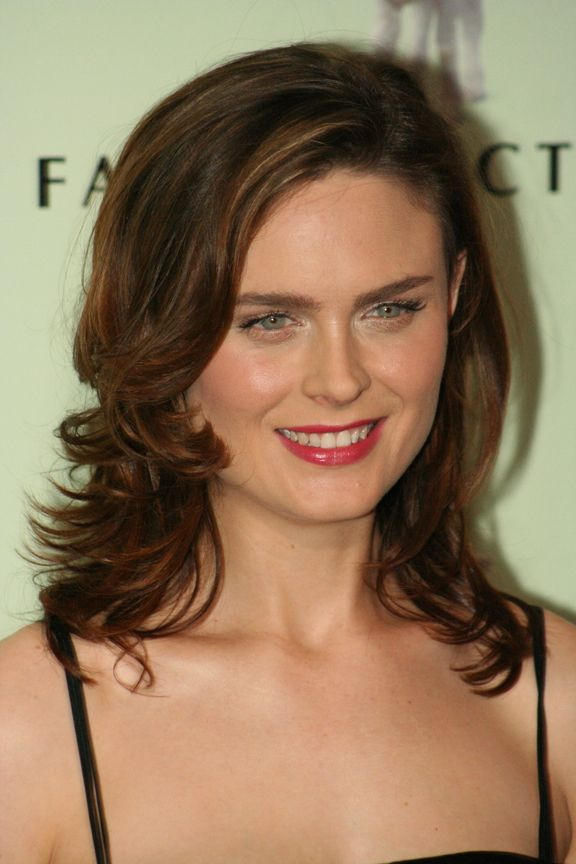
Temperance Brennan (Emily Deschanel)

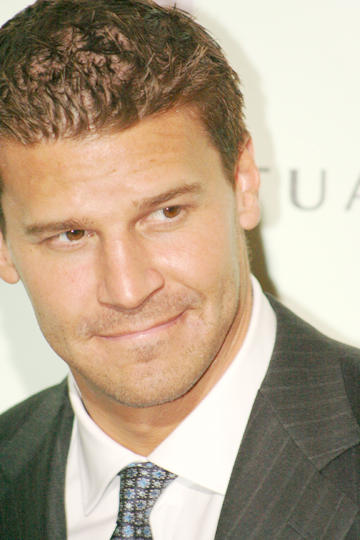
Seeley Booth (David Boreanaz)

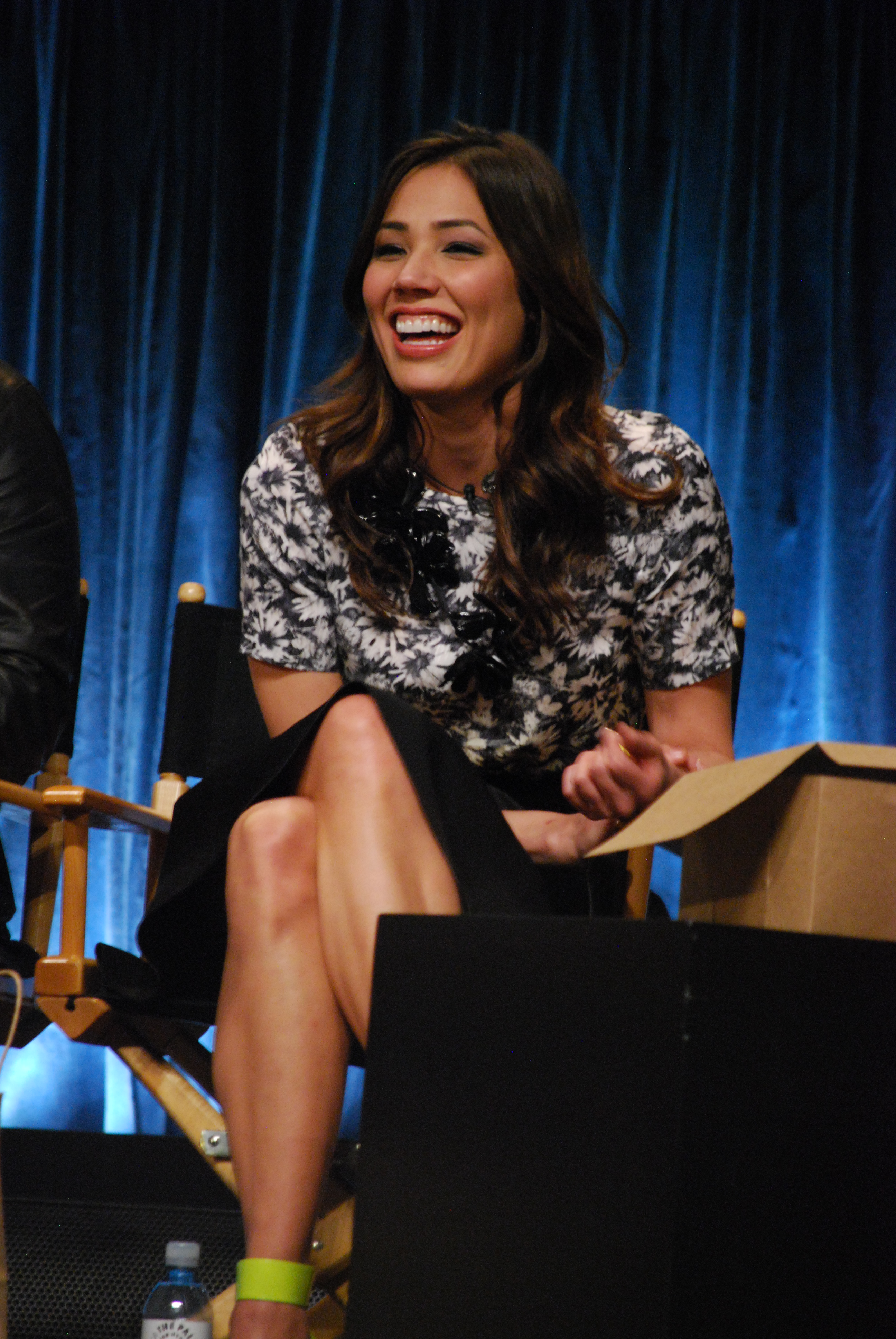
Angela Montenegro (Michaela Conlin)

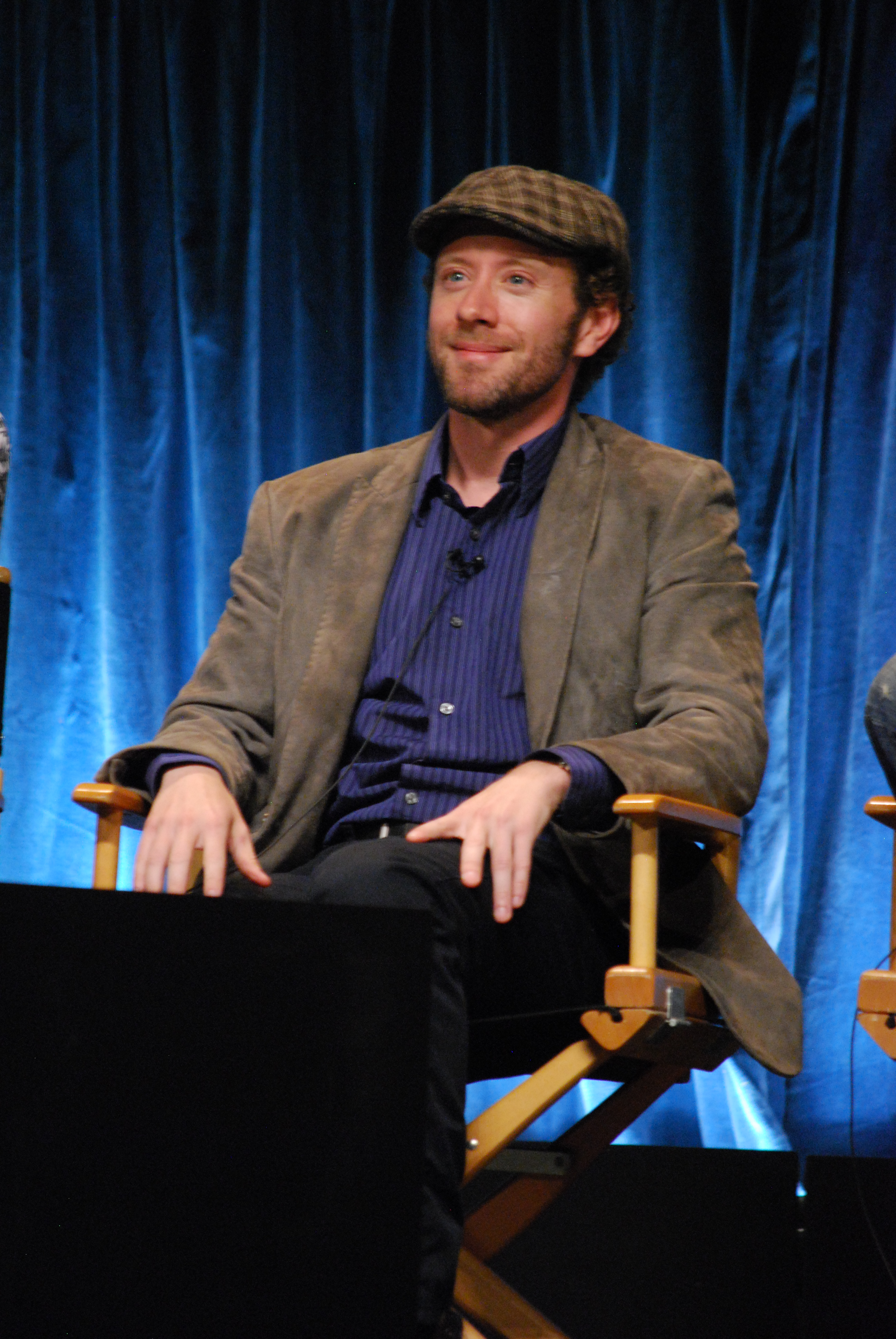
Jack Hodgins (T.J. Thyne)

Bones is een Amerikaanse dramaserie voor televisie, die vanaf 2005 werd uitgezonden door de Amerikaanse zender FOX. De serie gaat over Temperance Brennan en Seeley Booth, die samenwerken om moorden op te lossen met slechts botresten of lichamen in verre staat van ontbinding van de slachtoffers. De serie heeft door het gedetailleerde forensische onderzoek wat weg van CSI: Crime Scene Investigation. In Nederland werd de serie uitgezonden door RTL 4, RTL 5, RTL 8 en STAR Channel. In België werd de serie vanaf 26 november 2006 uitgezonden door Kanaal Twee.
De serie is licht gebaseerd op de boeken van schrijfster Kathy Reichs. Zij adviseerde de makers van het programma en las de scenario's van de afleveringen door in de hoop wetenschappelijke onmogelijkheden eruit te halen. Reichs zei ooit over CSI: "Ik kijk zelden naar CSI omdat ik me erger aan de wetenschappelijke onwaarheden."
De laatste aflevering werd op 28 maart 2017 uitgezonden in de VS.

## Opzet
Temperance Brennan is als forensisch antropologe werkzaam op het Jeffersonian Institute. Samen met haar team van getalenteerde wetenschappers helpt ze de FBI om moordzaken op te lossen. Niet alleen oude, onopgeloste moordzaken worden opgelost, maar ook recente moordzaken. Tijdens haar werk voor de FBI werkt ze samen met Seeley Booth (David Boreanaz). Tussen de FBI en het Jeffersonian Institute bestaan soms onenigheden, zoals die ook tussen Brennan (en haar team) en Booth bestaan. Maar uiteindelijk lossen de twee partijen de zaken altijd weer op.

## Rolverdeling
| Emily Deschanel     | Temperance "Bones" Brennan | 22 | 21 | 15 | 25 | 22 | 23 | 13 | 24 | 24 | 22 | 22 | 12     | 245 |
| David Boreanaz      | Seeley Booth               | 22 | 21 | 15 | 25 | 22 | 23 | 13 | 24 | 24 | 22 | 22 | 12     | 245 |
| Michaela Conlin     | Angela Montenegro          | 22 | 21 | 15 | 25 | 22 | 23 | 13 | 24 | 24 | 22 | 22 | 12     | 245 |
| T.J. Thyne          | Jack Hodgins               | 22 | 21 | 15 | 25 | 22 | 23 | 13 | 24 | 24 | 22 | 22 | 12     | 245 |
| Tamara Taylor       | Camille Saroyan            |    | 21 | 15 | 25 | 22 | 23 | 13 | 24 | 24 | 22 | 22 | 12     | 223 |
| John Francis Daley  | Lance Sweets               |    |    | 8  | 25 | 22 | 23 | 13 | 24 | 24 | 1  |    |        | 140 |
| Eric Millegan       | Zack Addy                  | 22 | 21 | 15 | 2  | 1  |    |    |    |    |    | 1  | 4      | 66  |
| John Boyd           | James Aubrey               |    |    |    |    |    |    |    |    |    | 22 | 21 | 12     | 55  |
| Jonathan Adams      | Daniel Goodman             | 18 |    |    |    |    |    |    |    |    |    |    |        | 18  |
| Bijrollen           |                            |    |    |    |    |    |    |    |    |    |    |    |        |     |
| Patricia Belcher    | Caroline Julian            | 1  | 3  | 6  | 4  | 2  | 5  | 3  | 5  | 8  | 6  | 5  | n.n.b. | 48  |
| Ryan O'Neal         | Max Brennan                |    | 3  | 4  | 2  | 2  | 2  | 2  | 2  | 2  | 2  |    |        | 21  |
| Eugene Byrd         | Clark Edison               |    |    | 2  | 5  | 4  | 3  | 2  | 5  | 5  | 5  | 2  | n.n.b. | 33  |
| David Greenman      | Marcus Geier               |    | 1  | 5  | 5  |    |    |    |    |    |    |    |        | 11  |
| Michael Grant Terry | Wendell Bray               |    |    |    | 5  | 4  | 6  | 3  | 4  | 5  | 6  | 4  | n.n.b. | 37  |
| Carla Gallo         | Daisy Wick                 |    |    |    | 4  | 4  | 3  | 3  | 3  | 5  | 6  | 2  | n.n.b. | 30  |
| Pej Vahdat          | Arastoo Vaziri             |    |    |    | 3  | 3  | 2  | 1  | 4  | 4  | 5  | 5  | n.n.b. | 27  |
| Sunnie Pelant       | Christine Booth            |    |    |    |    |    |    |    |    | 2  | 13 | 4  |        | 19  |
| Joel David Moore    | Colin Fisher               |    |    |    | 4  | 1  | 2  | 1  | 3  | 3  |    | 1  |        | 15  |
| Ty Panitz           | Parker Booth               | 1  | 2  | 1  | 2  | 2  | 2  | 1  |    | 1  |    |    |        | 12  |
| Ryan Cartwright     | Vincent Nigel-Murray       |    |    |    | 5  | 2  | 4  |    |    |    |    |    |        | 11  |

## Cliffhangers
Elk Bonesseizoen wordt afgesloten met een cliffhanger:
- Seizoen 1: De resten van dr. Brennans moeder worden gevonden. Dat is voor dr. Brennan en Booth het teken om op onderzoek uit te gaan. Het blijkt dat de jeugd van Brennan anders was dan ze dacht. Aan het eind van de aflevering krijgt ze een telefoontje van haar vader met de boodschap dat ze het met rust moet laten omdat het gevaarlijk is.
- Seizoen 2: Hodgins en Angela gaan trouwen, maar dan blijkt dat Angela al getrouwd is. Samen gaan ze ervandoor en laten Booth en Temperance Brennan voor het altaar achter. Tegelijkertijd krijgt Zack een brief van het Witte Huis met de vraag of hij naar Irak wil. Zack stemt hiermee in.
- Seizoen 3: Er worden steeds resten gevonden die leiden naar de mysterieuze Gormogon. In de laatste aflevering komt het team tot de schokkende ontdekking dat het iemand van hun team moet zijn. Uiteindelijk blijkt Zack degene te zijn die Gormogon heeft geholpen.
- Seizoen 4: Dr. Brennan merkt op dat Booth hallucinaties heeft, en neemt hem mee naar het ziekenhuis. Hier wordt vastgesteld dat Booth een hersentumor heeft en met spoed een operatie moet ondergaan. In de volgende aflevering denk je te zien je dat Bones en Booth getrouwd zijn, en een nachtclub hebben. In hun club, The Lab, is een lijk gevonden. Als de moord opgelost is, vertelt Bones Booth dat ze zwanger is. Op dat moment zie je dat dr. Brennan in het ziekenhuis een verhaal schrijft over The Lab, en blijkt dat het niet echt was. Dan wordt Booth, die in een coma heeft gelegen, wakker. Dr. Brennan begint tegen hem te praten. Waarop Booth antwoordt: 'Who are you?'.
- Seizoen 5: Dr. Brennan en Daisy Wick krijgen de kans om een historische vondst op de Molukken te onderzoeken. Booth wordt opgeroepen door het leger om soldaten te trainen in Afghanistan. Aan het einde zien we de hele ploeg afscheid nemen op de luchthaven.
- Seizoen 6: Vincent Nigel-Murrey wordt vermoord door Broadsky. Angela bevalt van haar eerste kindje met Hodgins. Dr. Brennan vraagt aan Booth of een kind krijgen hen echt gelukkig zal maken, waarop Booth zegt dat dit de gelukkigste dag van hun leven zal zijn. Hierna vertelt dr. Brennan dat ze zwanger is en dat Booth de vader is.
- Seizoen 7: Brennan vlucht met Christine omdat ze verdacht wordt van moord
- Seizoen 8: Brennan vraagt Booth ten huwelijk, maar hij weigert omdat Pelant anders onschuldigen zou vermoorden.
- Seizoen 9: Booth wordt zelf verdacht van moord.
- Seizoen 10: Sweets wordt vermoord. Booth en Brennan geven hun baan op. Angela en Hodgins besluiten niet te verhuizen naar Parijs.

## Buitenland
Bones wordt in het buitenland uitgezonden door diverse nationale zenders.
| Land                | Zender                           |
| ------------------- | -------------------------------- |
| Argentinië          | Channel Fox                      |
| Australië           | Channel Seven                    |
| Brazilië            | Canal Fox                        |
| België              | Kanaal Twee, 2BE, Q2 VTM 3 Play5 |
| Canada              | Global                           |
| Chili               | Canal Fox                        |
| Denemarken          | TV3                              |
| Duitsland           | RTL Television                   |
| Estland             | TV 3                             |
| Filipijnen          | Crime Suspense                   |
| Finland             | MTV3                             |
| Frankrijk           | M6                               |
| Hongarije           | Channel Seven                    |
| Ierland             | TV3                              |
| Italië              | Rete 4                           |
| Japan               | FOX                              |
| Kroatië             | RTL Televizija                   |
| Litouwen            | TV 3                             |
| Mexico              | Azteca 7                         |
| Nederland           | RTL 4, RTL 5 & RTL 8             |
| Nieuw-Zeeland       | TV3                              |
| Noorwegen           | TV3                              |
| Portugal            | 2 and Fox                        |
| Rusland             | TV3                              |
| Saoedi-Arabië       | Showtime Arabia (TV Land)        |
| Spanje              | LaSexta                          |
| Turkije             | Digiturk                         |
| Verenigd Koninkrijk | Sky One                          |
| Zweden              | TV3                              |